# Bonnetina cyaneifemur
Bonnetina cyaneifemur är en spindelart som beskrevs av Vol 2000. Bonnetina cyaneifemur ingår i släktet Bonnetina och familjen fågelspindlar. Inga underarter finns listade.